# Leda Hugo
Leda Florida Hugo (sinh ngày 4 tháng 1 năm 1963) là một nhà nông học và chính trị gia người Mozambique, từng giữ chức thứ trưởng từ năm 2010.

## Những năm đầu và giáo dục
Hugo được sinh ra ở Namapa, tỉnh Nampula vào ngày 4 tháng 1 năm 1963. Bà học trường tiểu học ở Ocua ở tỉnh Cabo Delgado và trường cấp hai ở Nampula. Bà học ngành nông học tại Đại học Eduardo Mondlane ở Maputo, tốt nghiệp năm 1986. Bà có bằng thạc sĩ tại Đại học Texas A &amp; M, College Station và bằng tiến sĩ tại Đại học Pretoria ở Nam Phi.

## Nghề nghiệp
Năm 1994, Hugo bắt đầu làm việc tại Đại học Eduardo Mondlane, dẫn đầu đào tạo về nông học. Từ 2001 đến 2006, bà lãnh đạo chương trình kỹ thuật nông thôn và năm 2008, bà phụ trách định hướng sư phạm của trường đại học.
Hugo là một thành viên của Mặt trận Giải phóng Mozambique. Năm 2010, bà được Tổng thống Armando Guebuza bổ nhiệm vào nội các làm Thứ trưởng Bộ Giáo dục.
Sau cuộc bầu cử năm 2014, Hugo trở thành Thứ trưởng Bộ Khoa học, Công nghệ, Giáo dục Đại học và Chuyên nghiệp trong nội các của Filipe Nyusi.

## Cuộc sống cá nhân
Hugo đã ly dị và có hai con. Bà là người Hồi giáo và nói tiếng Makua, tiếng Bồ Đào Nha và tiếng Anh.

## Ấn phẩm
- Waniska, Ralph D.; Hugo, Leda F.; Rooney, Lloyd W. (1992). "Practical Methods to Determine the Presence of Tannins in Sorghum". Journal of Applied Poultry Research. Quyển 1. tr. 122–128.
- Hugo, Leda F.; Rooney, Lloyd W.; Taylor, John R. N. (2003). "Fermented sorghum as a functional ingredient in composite breads". Cereal Chemistry. Quyển 80. tr. 495–499.

## liên kết ngoài
- Hồ sơ chính phủ (bằng tiếng Bồ Đào Nha) Lưu trữ ngày 10 tháng 5 năm 2019 tại Wayback Machine